# Richard FitzPatrick
Richard FitzPatrick (24 janvier 1748 - 25 avril 1813) est un militaire anglo-irlandais, poète et homme politique whig. Il siège à la Chambre des communes britannique pendant 39 ans, de 1774 à 1813, et est un "frère juré" de l'homme d'État Charles James Fox. Il sert dans la campagne de Philadelphie pendant la Guerre d'indépendance des États-Unis.

## Famille et enfance
Il est un fils cadet de John FitzPatrick (1er comte d'Upper Ossory), et de Lady Evelyn, fille de John Leveson-Gower (1er comte Gower). Il a un frère aîné, John FitzPatrick (2e comte d'Upper Ossory), et deux sœurs: Mary, qui épouse plus tard le frère de Charles James Fox, Stephen Fox (2e baron Holland) et Louisa, qui devient la deuxième épouse de l'adversaire des Fox chez les Whig, William Petty, 2e comte de Shelburne .
Après la mort de son mari en 1758, la mère de Fitzpatrick emmène ses enfants en Angleterre et se remarie bientôt avec Richard Vernon, l'un des premiers membres du Jockey Club. Lady Evelyn a avec son deuxième mari, ses trois filles: Henrietta, qui épouse George Greville (2e comte de Warwick) ; Caroline Maria, qui épouse Robert Percy Smith, frère de l'écrivain Sydney Smith, et Elizabeth, qui est restée célibataire en tant que compagne de sa nièce, Caroline Fox. Lady Evelyn est décédée en 1763, laissant Fitzpatrick et ses sœurs avec chacune £ 100 .
Après la mort de leur mère, les enfants sont pris en charge par sa sœur, Gertrude duchesse de Bedford. Richard Fitzpatrick fait ses études au Collège d'Eton, où il rencontre Charles James Fox, un ami de toujours. C’est peut-être sous l’influence du mari d’une autre tante, le général Waldegrave, que Fitzpatrick commence sa carrière dans l’armée, s’enrôlant en 1765 en tant qu'enseigne de la Grenadier Guards .

## Carrière militaire
En 1772, il est nommé lieutenant et capitaine. Malgré son opposition à la guerre américaine, il n'a pas démissionné de sa commission lorsque son régiment est envoyé à New York au cours de l'hiver 1777. Au lieu de cela, il se rend en Amérique où il participe à la bataille de Brandywine et à la bataille de Germantown. Peu de temps après, il est promu capitaine et lieutenant-colonel . Plus tard cette année-là, il revient en Angleterre où il assiste sa sœur Lady Holland pendant sa dernière maladie . Fort de son expérience de la guerre, il revient au Parlement pour s’y opposer. Bien qu'il ne semble pas avoir effectué de service militaire actif après cela, Fitzpatrick est promu au grade de général de division en 1793, de lieutenant général en 1798 et de général en 1803. Au cours de l'administration fugace de Rockingham en 1783 et à nouveau au ministère de tous les talents en 1806, il sert de secrétaire à la guerre. Il est colonel du 47e régiment d'infanterie (Lancashire) de 1807 à sa mort.

## Carrière politique
En 1770, il est député d'Okehampton, où il exerce ses fonctions jusqu'en 1774, date à laquelle il est élu à Tavistock, une circonscription contrôlée par son cousin, Francis Russell (5e duc de Bedford). Il est membre du Parlement pendant plus de quarante ans. Lorsque Charles James Fox rompt avec le gouvernement conservateur et commence à s'opposer à la manière dont Lord North traite les colonies américaines, il persuade Fitzpatrick et Lord Ossory de le rejoindre. Ils forment le noyau d'une faction Foxite Whig qui devait passer le plus clair de son temps en opposition .
Il n’est pas un orateur doué comme son ami Fox. Ses quelques discours parlementaires concernent des questions militaires, dont un de 1789 exhortant le gouvernement Pitt à user de son influence sur l'Autriche pour obtenir la libération du marquis de Lafayette. Pendant le bref mandat de Rockingham, Fitzpatrick est Secrétaire en chef pour l'Irlande. En 1806, lorsque les Foxites reprennent le pouvoir, Fitzpatrick obtient le poste de secrétaire à la guerre au sein du cabinet.

## Écrivain
En plus de ses carrières militaires et politiques, Fitzpatrick est aussi un poète. Son premier ouvrage, publié anonymement en 1768, est une parodie de "Eton College Ode" de Thomas Gray intitulée "Ode sur une lointaine perspective des salles de réunion d'Almack". Cela est suivi en 1772 par "Le tableau de Bath, ou une légère esquisse de ses beautés". En 1774, son ami Horace Walpole imprima "Dorinda, un éclogue de ville" de Fitzpatrick dans son imprimerie privée à Strawberry Hill . Trois ans plus tard, à la demande de Richard Brinsley Sheridan, Fitzpatrick écrit un prologue pour The Critic .
En 1784-1785, Fitzpatrick écrit une satire politique et collabore avec plusieurs alliés whigs pour produire des critiques sur le Rolliad, qui fait la satire de plusieurs membres du gouvernement Pitt. Au cours des années suivantes, il collabore aux Versets inscrits au Temple de l'amitié, sur la colline Sainte-Anne, où habitent Charles Fox et Elizabeth Armistead .
Une nécrologie de FitzPatrick déclare: "En tant que poète, Fitzpatrick mérite des éloges considérables. La finesse de ses vers et la justesse de ses conceptions sont grandement à admirer. Des milliers de personnes se sont régalées de sa poésie, ignorant totalement son auteur. En tant que politicien sans ambition, il était un poète sans vanité. " .

## Une vie dissolue
De 1773 à 1791, Richard Fitzpatrick habite au 19 Norfolk Street (aujourd'hui Dunraven), près de Park Lane à Londres . Pendant ce temps, lui et Fox, comme beaucoup de leurs contemporains, jouent de façon ruineuse. Ils fréquentent le club pro-Whig Almack's, qui devient plus tard celui de Brooks, où des milliers de livres pouvaient être perdues ou gagnées en une seule nuit. Samuel Rogers écrit à propos de cette époque: "Lord Tankerville m'a assuré qu'il avait joué aux cartes avec Fitzpatrick au Brooks de dix heures du soir jusqu'à près de six heures le lendemain après-midi, un serveur se tenant à leur côté pour leur dire" à qui le donne était ', ils ont trop sommeil pour savoir. " . Quand ils ont épuisé leurs propres ressources, dont celles de Fox qui sont bien supérieures à celles de Fitzpatrick, ils empruntent à des amis ou à des prêteurs. Une fois, les créanciers ont arrêté le cocher de Fitzpatrick au milieu d'une rue de Londres et ont pris ses chevaux en remboursement .
Fitzpatrick ne s'est jamais marié, mais il a eu, comme les autres membres de son groupe, de nombreuses histoires d'amour, à commencer par Caroline Carpenter, la plus jeune fille du comte de Tyrconnel, qui a ensuite épousé son ami Uvedale Price. Il semble avoir eu un goût pour les femmes mariées du groupe Whig. Anne Foley, fille du comte de Coventry, lui aurait envoyé la note suivante après l’accouchement: "Cher Richard, je te donne de la joie. Je viens de vous faire le père d'un beau garçon. . . . PS Ceci n'est pas une circulaire. " .

## Fin de carrière
En 1791, peut-être inspiré par les joies de son ami Fox dans la vie rurale, Fitzpatrick achète Beech Grove à Sunninghill, près de Windsor . Le mode de vie dissolue de ses premières années commence à affecter sa santé. Il souffre de goutte et, à l'automne de 1806, il subit une opération pour lui enlever un "anthrax" sur la poitrine. En 1808, il aurait été "plus bouleversé que jamais par son âge et ses infirmités" .
En décembre 1810, son vieil ami, le duc de Queensberry, lui lègue un legs de 1 000 et de 500 £ par an, en reconnaissance de ses bonnes manières . Il n'a pas eu longtemps pour profiter de sa manne. En 1813, Lord Byron le voit à Londres et écrit plus tard: "Je n'avais pas vu le pauvre Fitzpatrick auparavant - un homme de plaisir, d'esprit, d'éloquence, tout. Il chancela - mais parlait toujours comme un gentleman, bien que faiblement. " .
Le 24 avril de la même année, Samuel Rogers voit Mme Fox sortir de la porte de la maison de Fitzpatrick à Londres sur Arlington Street "en sanglotant violemment", et en a déduit que le général n'avait plus longtemps à vivre . Fitzpatrick est décédé le lendemain et est enterré très près de sa maison de campagne à St Michael and All Angels, à Sunninghill . L'épitaphe sur sa tombe l'a déclaré, par son propre souhait, "pour plus de quarante ans l'ami de M. Fox." .